# Loco Mía
Loco Mía, también conocido como Locomía, fue un grupo musical de dance español que gozó de gran popularidad a finales de los años 80 y principios de los 90 en España, Hispanoamérica y Brasil, destacándose sus presentaciones en la primera edición del Festival de Acapulco '91 y en el XXXIII Festival Internacional de la Canción de Viña del Mar.
Entre 1989 y 1993 lanzaron 3 discos que fueron producidos discográficamente por Gil Bros S.L. y FTI Music S.L.,bajo la producción ejecutiva de José Luis Gil, y producidos artísticamente por Pedro Vidal, Cristóbal Sánsano, José Manuel Navarro y Cheni Navarro, siendo distribuidos por el sello Hispavox: Taiyo (8 de noviembre de 1989), Locovox (2 de mayo de 1991) y Party Time (15 de enero de 1993).Después de varios años de inactividad, Manuel Arjona lidera entre 2011 y 2016 la agrupación que grabó Imperium, que fue producida por Goal Songs S.L. y distribuida en las plataformas digitales por FTI Music S.L.

## Historia

### 1984-1987: Los inicios en Ibiza
En el año de 1984, Loco Mía fue fundado y formado por los hermanos Xavier y Luis Font, junto a Manuel Arjona Velasco y el neerlandés Gard Passchier, creador del nombre, quien tratando de explicar ante una consulta del porqué de su imagen lo definió como "Loco Mía" cuando en realidad quiso decir "locura mía". En esta época llegaron a ser un grupo de 16 personas, destacando entre sus integrantes a, Joseph Danés Brau (quien luego formó el grupo Nekuams) Javier Pastrana y Lurdes Iribar, considerada por los aficionados como la quinta integrante del grupo musical. 

#### La época de Ku
En este periodo fue cuando el grupo se destacó por el uso de grandes abanicos, prendas barrocas y zapatos en punta, siendo los relacionistas públicos de la discoteca KU (hoy [UNVRS]), en Ibiza. Debido a la fama adquirida y a su imagen, llegaron a llamar la atención de los medios periodísticos y de algunos programas de TV. De este periodo, se destaca su debut en la TV, en la señal de TVE el 16 de noviembre de 1986, en el programa Plató vacío y la presentación en el Festival de música Buon anno musica 1986 que tuvo lugar en  Piazza Bra, Verona, Italia el 10 de diciembre de 1986, donde aparecieron como bailarines en la performance de la cantante Tracy Spencer mientras cantaba Love Is Like A Game. 
En el año 1987 su presencia se destacó, en la performance que registraron las cámaras de televisión del grupo Duran Duran el 29 de mayo, durante el festival Ibiza 92 que se llevó a cabo en la discoteca Ku para celebrar la elección de España como sede de los Juegos Olímpicos de 1992. Es en este mismo año cuando llamaron la atención del cantante Freddie Mercury quien los conoce durante la celebración de su cumpleaños, el 5 de septiembre de 1987. En esta oportunidad el músico recibe como regalo un par de los típicos zapatos en punta, que luego Freddie usó en el video I’m going slightly mad en el año 1991. 

### 1988-1992: El grupo musical: el fenómeno internacional

#### De tribu urbana a grupo musical: la transformación
En el año 1988 José Luis Gil, quien fue CEO del sello discográfico Hispavox, descubridor de Miguel Bosé, y representante de artistas como Raffaella Carrà, productor ejecutivo de José Luis Perales y Mónica Naranjo, se acercó una noche hasta Ku y quedó sorprendido con la performance de Loco Mía. Reunido con Xavier Font, al día siguiente, le hizo una propuesta orientada a armar una boy band: "Si supierais cantar, se podría estudiar lanzaros como grupo musical". 
Una serie de conflictos que se fueron sucediendo inclinaron a Font por considerar, tiempo después, la propuesta de Gil. Rivalidades internas, un atentado incendiario, la furgoneta en que solían conducirse vandalizada, algunos miembros que dejan la agrupación, la relación con Ku terminada, el negocio de la peluquería que empieza a dar perdidas, más los problemas con drogas en lo que empezaba a verse envuelto Manuel Arjona fueron determinantes para considerar la etapa de Ibiza terminada y marcharse a Madrid.
La propuesta de José Luis Gil era armar un grupo musical de cuatro integrantes. Xavier Font, Luis Font, Manuel Arjona y Carlos Armas, un estudiante de arquitectura que se sumó al grupo en 1987,fueron la alineación que en un principio participó del proyecto que se puso en marcha en Madrid. Junto a ellos, les acompañaba Lurdes Iribar, designada como estilista y diseñadora, quien, con el tiempo ganó preponderancia, llegando a estar como corista en la banda, en sus presentaciones en vivo.La alineación fue fugaz. A poco de designados, Luis se marchó luego de una pelea con su hermano quedando al margen de la formación. Rápidamente se buscó un sustituto: Se le ofreció a Francesc Picas, quien estaba relacionado con el grupo desde KU. Ante la negativa de este, se recurrió a un casting. Así es como se integra a la formación Juan Antonio Fuentes Ferret, bailarín y estudiante de arte dramático. 
Las carencias artísticas que en un principio quedaron en evidencia fueron suplidas con un entrenamiento en canto y baile, mientras que paralelamente se trabajó en la producción de lo que sería su debut discográfico. Mientras tanto, por medio de sus influencias, José Luis consiguió un trabajo para el grupo en Joy Eslava, por aquellos días regenteada por Pedro Trapote.
De este modo, se le daba forma a la alianza artística entre Loco Mía y FTI Music SA con un contrato en donde esta última adquirió la representación y explotación de la marca comercial Loco Mia hasta 1994:

-Nos ofreció un contrato por un año, que luego se extendió cinco años más. Lo que hizo él, en realidad, fue ponernos música porque nosotros ya teníamos nuestro teatro armado.
Xavier Font. Entrevista Diario La Nación

#### Taiyo: El disco debut
En noviembre de 1989 Loco Mía, con la alineación conformada por Xavier Font, Manuel Arjona Velasco, Carlos Armas y Juan Antonio Fuentes Ferret, publicó el LP Taiyo (término japonés que significa Sol).  Esta placa contó con la dirección musical de Pedro Vidal, exintegrante de TodoTodo (referente de la música techno y synth wave en España), y Cristóbal Sansano Twerdy, quien trabajó con artistas como Mónica Naranjo, Magneto y Tom Jones. Junto a ellos, en la producción, Cheni Navarro y Ricardo Llorca en  letras, con las interpretaciones del cantante Benjamin Barrington Whittier y el propio José Luis Gil.
De este primer disco se desprendieron 3 sencillos de difusión: Loco Mía, Taiyo y Rumba, Samba Mambo, cada uno contó con su video promocional.  Por las ventas obtenidas, ya que superó ventas por 1.7000.000 copias, logró certificaciones de disco de oro y platino en 10 países:
- España disco de Oro. 50000 placas vendidas.[35]
- Chile disco de Oro. 50000 placas vendidas.[36]
- México disco de Platino. 250000 placas vendidas.[37]

El sencillo de difusión Loco Mía llegó al #1 en Los 40 principales de España en la semana del 13 al 20 de octubre. el segundo sencillo de difusión fue Taiyo, una canción con una melodía clásica pero contemporánea como intro escrita por Ricardo Llorca. La canción que fue presentada durante una inauguración de un centro comercial en Japón, enumera en el estribillo varias marcas japonesas: "Fuji Kawasaki Honda Takara Mitsubishi".En el libro Sólo éxitos: año a año: 1959-2002 su autor Fernando Salaverri registró que el sencillo Rumba Samba Mambo llegó al #7 Lista de los sencillos más vendidos en España en 1990, de acuerdo con la lista elaborada por AFYVE.Este sencillo llegó al #27 en el Billboard Hot Latin Songs.
En enero de 1990, presentados por La Sociedad General de Autores y Escritores actuaron en Cannes en el Mercado Internacional del Disco y de la Edición Musical. Presentación que se llevó a cabo en la discoteca Whisky a Go Go.
En medio de la etapa promocional de este disco hubo un cambio en la alineación del grupo que fue anunciado el 30 de marzo por TVE. Concha Velasco en su programa Viva el espectáculo del 30 de marzo de 1990 anunció el ingreso de Francesc Picas, en reemplazo de Xavier Font.A pesar de que el nuevo integrante no participó en las sesiones de grabación del disco de estudio, a partir de su ingreso, estuvo en la promoción del mismo. Asi por caso,  el día 25 de abril, durante la inauguración de Santuario Locomia, la alineación con Francesc Picas, Juan Antonio Fuentes, Carlos Armas y Manolo Arjona Velasco presentó a RSM como tercer sencillo. A ese día, lugar y con esta alineación se hizo la sesión de fotos que fue usada para la portada alternativa que se editó con el maxi-single que se publicó en México, Francia, Países Bajos y, 2 años más tarde, en USA. Sesión de fotos que estuvo a cargo de Pablo Pérez-Mínguez.Entre el 2 y el 7 de mayo de ese año en París grabaron las sesiones de video para el video promocional de RSM, de las que existen dos versiones que pueden verse en la plataforma YouTube: La versión corta de 3:17 y la versión larga de 6:00.
Posterior a ello siguió la gira promocional por Sudamérica. La primera ciudad a la que llegaron fue Buenos Aires, Argentina el 3 de junio de 1990. De su gira promocional en Argentina se destacaron las dos presentaciones en el programa Hola Susana de los días 4 y 11 de junio, el show en el Teatro Broadway el 16 de junio, y la realización del video alternativo del sencillo Loco Mía, con Francesc Picas como integrante,  filmado con tomas que incluyeron al Obelisco y la Plaza de los dos congresos, todo ello en Buenos Aires. Mientras que en el interior del país, se destacaron sus presentaciones en Córdoba de los días jueves 14, haciendo una performance para TV en los estudios de Audiovisión; ese mismo día por la noche actuaron en la disco Keops de Villa Carlos Paz; el día 15 por la tarde actuando en FECOR y a la noche en una disco de la ciudad de Bell Ville. Durante esta primera gira promocional también habrían de visitar Chile y México. Debido al suceso, en octubre de 1990 volvieron a Argentina para dar dos conciertos en el Teatro Gran Rex los días 20 y 21 de octubre.

#### Loco Vox: el Segundo trabajo discográfico
Loco Vox fue el segundo álbum discográfico. Fue publicado por Hispavox el 2 de mayo de 1991 según se informa en la plataforma digital Spotify. La placa fue producida por Gil Bross SA, para FTI MUSIC S.A. Dirigida y realizada por Pedro Vidal y Cheni Navarro. Fue grabado y mezclado en los estudios El Mirador, ubicado en Torrelodones, Madrid.  Con una renovada imagen que dio muestras de una madurez musical, en su vestuario dejaron en un segundo plano los zapatos puntiagudos, las hombreras y hasta los abanicos, reemplazándolos por nuevos diseños que incluyeron trajes formales (chaleco y corbata) La agrupación española incluyó en su formación al momento de la grabación a: Francesc Picas, Manuel Arjona, Carlos Armas y Juan Antonio Fuentes.El diseño de la portada es de Loco Mía. Y el diseño de vestuario es de Loco Mía, Francesc Picas y de Lourdes Iribar. 
El trabajo discográfico fue presentado en sociedad en la discoteca Joy Eslava el día 6 de mayo de 1991 por Hispavox y Los 40 principales. Pocos días después, el 10 de mayo de 1991 fue presentado en el programa Viva el Espectáculo.
Para su promoción se eligieron cuatro sencillos: Loco Vox, Fiesta Latina, Niña y Magia Negra, los cuales fueron cantados en programas de televisión, además de videoclips que destacaron la coreografía y el vestuario del cuarteto. El 20 de julio de 1991, su primer sencillo de difusión, Loco Vox llegó al #1 en los 40 Principales en España. 
De las diversas presentaciones promocionales del grupo se destacó su participación en la primera edición del Festival de Acapulco de 1991 el martes 28 de mayo, compartiendo cartelera con Roxette y Alejandra Guzmán, entre otros.
Por razones supuestamente personales, Juan Antonio Fuentes dejó el grupo a fines de 1991, siendo sustituido por Santos Blanco, bailarín y actor. Su primera presentación oficial fue en el Festival de Viña del Mar en Chile en 1992, donde el grupo fue aclamado. Por las ventas obtenidas, 800000 copias, logró certificaciones de disco de oro y platino:
- Chile disco de Platino. 25000 placas vendidas.[59]

#### Viña del Mar
Consecuencia del éxito en ventas de sus discos Taiyo y Loco Vox el grupo es invitado a participar  XXXIII Festival Internacional de la Canción de Viña del Mar. Y así es que participan del conocido festival los días 13 y 15 de febrero de 1992. Al respecto hay dos hechos destacables: en la presentación del día 13: El debut de Santos Blanco y cuando el público de la Quinta Vergara le cantó el feliz cumpleaños a Francesc Picas en razón de haber cumplido 22 años el día anterior.

#### El ingreso al mercado norteamericano
En 1992, FTI MUSIC SL  planeó el lanzamiento en el mercado americano a través de Sony Music. Este lanzamiento se inicio con una actuación en la cuarta edición de “Premios Lo Nuestro” una premiación que organizaron la revista Billboard y la cadena Univisión el 21 de mayo de 1992 con el objetivo de conmemorar la música latina en Estados Unidos. Este evento se llevó a cabo en Caesars Palace en Las Vegas, Nevada. Esta premiación fue televisada a USA, España, Latinoamérica y el Caribe.Aprovechando que luego de cerrado Santuario Locomía, Xavier Font se encontraba radicado momentáneamente en Miami y cobrando este sin integrar activamente la agrupación musical, FTI Music decide que represente a la productora colaborando en el management del grupo en su incursión por el mercado local.

### 1992-1997: La era Party Time

#### Separación y demanda legal
Aprovechando esta situación de reemplazar a Manuel Gil, hermano de José Luis, como tour mánager, quien no podía por problemas de agenda , Xavier Font convenció al grupo para separarse de la compañía que les había lanzado y establecerse por su cuenta, lo que dio lugar a un flagrante incumplimiento de contratos de management discográficos, y de uso de marca, sin atender las razones que la compañía les dio, se negaron a contestar, debiendo FTI demandarles por incumplimiento por dejar sin realizar una gira en México que estaba planeada para  agosto y la grabación de un nuevo disco previsto para 1993. FTI les imposibilitó presentarse como grupo, lo cual provocó que en 1993 el grupo pusiera fin a su carrera musical y cada integrante decidió continuar su camino de forma independiente.
Firmando los integrantes en Madrid en abril de 1993 ante notario un reconocimiento de incumplimiento, resarcimiento de daños y perjuicios, la imposibilidad de poder cantar bajo el nombre Loco Mía en un futuro y aceptación del cierre de cuentas económicas, lograron la retirada de la demanda por parte de FTI Music.
La marca LOCOMIA que tenía FTI según contrato exclusivo de cesión firmado con Font hasta 1994, dio a FTI el derecho de grabar y lanzar un nuevo disco y formación que estuvo activa hasta 1995 y que cumplió su etapa de difusión con PARTY TIME .FTI decidió después de este lanzamiento no lanzar ni seguir ninguna nueva grabación del grupo LOCOMIA, pero continuó con los derechos de todo el material lanzado y que está en todas las plataformas hoy en día.
Jamás se produjo ninguna demanda por parte de Font sobre la marca de LOCOMIA ni su propiedad, ya que no volvió a utilizar la marca Locomía en décadas.
En 1993, aparecieron como segunda generación los nuevos miembros Antonio Albella, Pablo Robledo, Frank Romero (1971-2018) y Luis Font, hermano de Xavier Font. Lanzaron el tercer disco, Party Time, con el éxito homónimo, Te Lo Voy A Dar (Pumba, Pumba, Cha Cha Cha), Obsesiva (Abgefahrn), entre otros.  Romero deja el grupo en 1995 y es sustituido por San Balibrea. En 1996, lanzaron el sencillo, Ya No Lloro Más, una colaboración con Encarnita Polo. Esta formación continuaría hasta el 1997 con un concierto de despedida en la Sala Galileo Galilei.

### 2011-2017: Últimos reencuentros
Después de que la segunda formación de Loco Mía dejara los escenarios, tuvieron que pasar varios años para volver a saber algo del grupo. Xavier Font y Manuel Arjona retomaron el proyecto, pero sin resultados satisfactorios. Hasta que en 1999 se dio lo que para muchos era difícil, pero a la vez lo más esperado por sus fanes.
Font logró contactar a Francesc, Santos y Carlos para que, junto con Manuel, reconformaran el grupo, grabando así un sencillo titulado Samba Pasión en tres versiones diferentes. Pero las sorpresas no paraban allí, pues Santos dejó la formación por la llegada de Juan Antonio Fuentes. Con los cuatro miembros originales, Loco Mía realizó una presentación relámpago en Argentina, en el programa de Susana Giménez, mientras buscaban apoyo discográfico.
Sin embargo, todo quedó allí, y nuevamente esta formación se diluyó para que cada uno siguiera sus actividades por separado. La separación de los integrantes de Loco Mía no detuvo a Xavier y Manolo en su intento por hacer resurgir al grupo.
En el 2000 se hizo un casting para elegir a los tres integrantes que, junto con Manolo, darían vida a una nueva formación. Los elegidos en este nuevo proceso fueron Jaen Alonso, Manu Espinosa y Omar Marrugat. Se establecieron en México y grabaron el CD titulado "Corazón", del cual se destacan temas como Música, Música, Corazón y Ella Baila el Mambo. Con "Música, música", se presentaron a Eurocanción 2001, la preselección de aquel año para elegir al representante de TVE para el Festival de Eurovisión, donde solo pudieron llegar al puesto 17 de 20, con 4 puntos escasos.
Después de una serie de giras por el país azteca y antes de comenzar una nueva en Perú, dos de los integrantes abandonaron la formación, con lo cual Loco Mía terminó otra etapa sin el éxito esperado.
Nuevamente, en el 2007, Xavier Font y Manuel Arjona retomaron el proyecto para revivir el concepto Loco Mía. Esta vez, junto a la discográfica BMG, sacaron a la venta un DVD con sus más sonados éxitos y vídeos de sus presentaciones. Así mismo, seleccionaron 12 integrantes en diferentes cástines realizados en España y Estados Unidos, los Loco Mía Performers. La idea era retomar el esquema tradicional del grupo, realizando presentaciones en diferentes eventos.
Tras 20 años de haber lanzado su primer sencillo Loco Mía y tras ocurrir uno que otro tropezón comenzando el año, en abril actuaron en Televisión Española en el programa Los Mejores Años, Xavier Font, Dominique Bahillo, Carlos Armas y Manuel Arjona.

#### Relanzamiento
En 2011, y debido a la demanda de contratación de la formación en Latinoamérica, Xavier Font y Manuel Arjona realizaron un casting para crear una nueva formación. La agrupación volvió a crear interés hasta plantearse hacer una nueva gira con los componentes que habían seleccionado: Manuel Arjona Velasco, único miembro de la banda original y líder del proyecto, Ricky Arenas Ferry Frías y Félix Montás. 
En 2013 junto a la discográfica Goal Songs y bajo la batuta de Tarré Management, lanzaron "Imperium", un nuevo disco con temas inéditos y actualizadas versiones de temas clásicos como "Loco Mia". De este disco salieron sencillos como "Imperium", "Abanicare" o "Celebrating Life". 
El nuevo disco y la imagen de la nueva formación se presentó en Ibiza, en el 30 aniversario de la Moda Adlib. En 2014, la compañía colombiana Codiscos reeditó el álbum en Latinoamérica, relanzando "Celebrating Life" como tema principal. 
A su vuelta, la formación actuó en el World Pride de Madrid, en los Carnavales de Las Palmas de Gran Canaria y demás escenarios de Latinoamérica y programas de televisión como "GH" o "Tu Cara Me Suena" de Argentina.  
En 2015, Ferry Frías y el componente original de Loco Mía Manuel Arjona  dejaron la formación por temas personales, siendo substituidos por Alfon Pedrazuela y Eden Cañadas. En 2017, Loco Mia se convierte en la imagen de Sprint Corporation, protagonizando los spots de televisión. 
Ese mismo año la formación realizó una gira por España y Latinoamérica celebrando su 30 aniversario. Gira con los integrantes de 2011: Ricky Arenas, Félix Montas, Alfon Pedrazuela y Eden Cañadas.

### Actualidad
Actualmente la marca LOCOMIA da clase a 9 personas para discos y formatos digitales, video gráficos y  sonoros y está registrada  a nombre de La Vida es Una Tómbola MUSIC y en vigor hasta 2032.

## Legado
Desde 2007 hasta la actualidad Manuel Arjona tomó la decisión de  crear Locomía Performers, un grupo de 12 cantantes que se dedicaba a hacer tour por España y Hispanoamérica imitando el estilo tan característico de la banda. Desde 2015 ya sin Manuel Arjona y los integrantes originales de la década de los 90.
El 22 de junio de 2022 Movistar+ estrenó Locomía, un documental de 3 capítulos basado en la historia del cuarteto español; documental producido por Movistar Plus+ en colaboración con Boxfish.
El 17 de mayo de 2024 se estrenó el film Disco, Ibiza, Locomía, dirigido por Kike Maíllo y que cuenta con las actuaciones de Jaime Lorente, Alberto Ammann, Alejandro Speitzer, Iván Pellicer, Pol Granch, Albert Baró, Eva Llorach y Blanca Suárez.

## Integrantes

#### Formación original
- Xavier Font (1983-1990)
- Manuel Arjona (1983-1993, 1999-2000)
- Carlos Armas (1987-1993, 1999-2000)
- Juan Antonio Fuentes (1988-1992, 1999-2000)
- Francesc Picas (1990-1993, 1999-2000)
- Santos Blanco (1992-1993, 1999)

#### Segunda formación
- Luis Font (1993-1996)
- Frank Romero (1993-1996)
- Antonio Albella (1993-1996)
- Pablo Robledo (1993-1996)

#### Miembros de gira
- Lurdes Iribar (1983-1993)

Desde 2001, el grupo ha sido reformado bajo diferentes nombres como Loco Mía Performers, LCM y Loco Mía by Xavier Font con diferentes integrantes, incluyendo a Manuel Arjona.

## Discografía

### Álbumes
- Taiyo (1989)
- Loco Vox (1991)
- Party Time (1993)
- Corazón (2002)
- Imperium (2013)

### Sencillos
- Loco Mía (1989)
- Taiyo (1989)
- Rumba, Samba, Mambo (R.S.M) (1990)
- Gorbachov (1990)
- Loco Mix (1990)
- Loco Vox (1991)
- Fiesta Latina (1991)
- Niña (1992)
- Magia Negra (1992)
- Party Time (1993)
- Obsesiva (Abgefahrn) (1993)
- Te Lo Voy A Dar (Pumba Pumba - Cha Cha Cha) (1993)
- Everybody Need Somebody (1993)
- Move Your Body (1994)
- Ya No Lloro Más (con Encarnita Polo) (1996)
- Samba Pasión (1999)

## Carreras solistas de los integrantes originales
- En 1994, Francesc Picas inició su carrera como solista con la dirección de José Luis Gil y lanzó su primer y único álbum titulado "Bendición", producido por FTI Music S.L. El disco se lanzó primeramente en España; pero no tuvo mucha aceptación por los medios españoles, que pasaban por un momento musical muy cerrado hacia el pop. Entonces José Luis Gil decidió hacer una gira por toda Latinoamérica, especialmente en México, donde Francesc pasó una larga temporada realizando actuaciones en los medios muy bien realizadas, con mucho dominio escénico y encanto hacia su público, todo ello debido a su experiencia de los años en el grupo Locomía. Luego, en unos de sus viajes de regreso a España, pidió hablar con su mánager José Luis Gil informándole que no continuaría con su carrera de solista, por la dificultad que le generaba esta condición, causando la sorpresa y decepción de su mánager que le argumentaba que sería un gran artista. Así entonces, la carrera como solista de Francesc Picas terminó de manera furtiva.[74] Después, regresó a Barcelona y continuó su carrera universitaria, donde finalmente se licenció en Psicología. Se dedicó también como letrista y autor de poesía con trabajos en narraciones breves, cuentos y novelas. Después de varias copublicaciones con otros autores, y después de CASAS, su primer libro de relatos breves en red publicado en el 2011, y tras publicar de forma integral toda su obra poética edificada en sus poemarios Ble de Nocturns, Verdanc vers Eccehomo, Mosaic Trioic, L'arquer, Vernissatge y Empelts i Senyals, todos ellos en versión bilingüe, en su catalán original y con su correspondiente traducción al español. En 2013 publicó Antología Poética, donde el propio autor escogió aquellos poemas más representativos de cada uno de sus poemarios.[75] Falleció el 18 de noviembre de 2023 a los 53 años en su natal Barcelona. [76]
- En ese mismo año, Manuel Arjona Velasco hizo el intento de montar un trío musical junto a Santos Blanco y María Ángeles, una bailarina.
- En 1995, Carlos Armas y Javier Pastrana formaron el grupo Vatikano, pero también terminaron por disolverse rápidamente.
- Santos Blanco regresó a ser bailarín profesional en televisión. El 14 de junio de 2018 falleció en Gijón, Asturias, por causas naturales, a los 46 años.[77]
- Juan Antonio Fuentes se puso a trabajar como comisario de a bordo del tren AVE, de Madrid. Actualmente regenta un reside el Cuba , donde abrirá su propio restaurante.
- Frank Romero, integrante en la segunda etapa del grupo, continuó con su carrera en solitario como cantante, actor y modelo. El 16 de julio de 2018 falleció a la edad de 46 años en su ciudad natal, Huelva, Andalucía, a causa de una infección bacteriana.[78]